# Ortaoba, Edremit
Ortaoba là một xã thuộc huyện Edremit, tỉnh Balıkesir, Thổ Nhĩ Kỳ. Dân số thời điểm năm 2010 là 1.57 người.